# Internetvriendschap
Internetvriendschap is een meer of minder nauwe relatie tussen mensen via het internet. De vriendschapsrelatie ontstaat wanneer twee personen elkaar toevoegen aan hun groep met contacten en kennissen. Via mail, sociale media, datingsites, chatrooms en andere houden de partijen contact. Ze hebben elkaar al dan niet online ontmoet. Een internetvriendschap kan een offline vriendschap complementeren.

## Ontvrienden
Ook internetvriendschappen kunnen weer eindigen, en zo is ook 'ontvrienden' een mogelijkheid. Ontvrienden is het verwijderen van eerder toegevoegde vrienden van iemands contactenlijst op sociale netwerksites. Het woord ontvrienden is woord van het jaar geworden in 2009.
De 'Whopper Sacrifice' (2009) actie van Burgerking heeft de zogenaamde ontvriending 'hype' onder de aandacht gebracht. Burgerking beloofde met deze actie via Facebook een Whopper aan Amerikanen die minstens tien vrienden verwijderden uit hun netwerk. De slachtoffers kregen vervolgens een melding dat ze geofferd waren voor een gratis hamburger.